# Synodontis nummifer
Synodontis nummifer är en afrikansk, afrotropisk fiskart i ordningen Malartade fiskar som förekommer i Kamerun, Kongo-Brazzaville och Kongo-Kinshasa. Den är främst nattaktiv. Den kan bli upp till 20,5 cm lång och föredrar långsamflytande floder och översvämmade slätter, snarare än strida floder med djupare vatten. I det vilda blir den cirka fyra år gammal. Den är inte helt ovanlig som akvariefisk och kan då leva flera år längre, som ett resultat av god tillgång på föda samt avsaknad av rovdjur.